# Chinwe Okoro
Chinwe Okoro (* 20. Juni 1989) ist eine nigerianische Diskuswerferin und Kugelstoßerin, die auch die US-amerikanische Staatsbürgerschaft besitzt.

## Sportliche Laufbahn
Erste internationale Erfahrungen sammelte Chinwe Okoro bei den Juniorenweltmeisterschaften 2008 in Bydgoszcz, bei denen sie mit einer Weite 15,18 m im Finale den zehnten Platz belegte. 2012 siegte sie mit 56,60 m im Diskuswurf bei den Afrikameisterschaften in Porto-Novo und gewann im Kugelstoßen mit 16,21 m zunächst die Silbermedaille hinter ihrer Landsfrau Vivian Chukwuemeka, die jedoch im Nachhinein wegen Dopings disqualifiziert wurde, weshalb die Goldmedaille nachträglich an Okoro ging. Zwei Jahre später verteidigte sie ihren Titel mit dem Diskus bei den Afrikameisterschaften in Marrakesch und stellte dort mit 59,79 m einen neuen Meisterschaftsrekord auf. Zudem gewann sie mit der Kugel mit 16,40 m die Silbermedaille hinter der Kamerunerin Auriol Dongmo Mekemnang. Beim Continentalcup in Marrakesch wurde sie Sechste im Kugelstoßen und Siebte im Diskuswurf. 2016 gewann sie bei den Afrikameisterschaften in Durban mit 55,67 m die Silbermedaille mit dem Diskus hinter ihrer Landsfrau Nwanneka Okwelogu und qualifizierte sich damit für die Olympischen Spiele in Rio de Janeiro, bei denen sie mit 58,85 m in der Vorrunde ausschied.
2018 gewann sie bei den Afrikameisterschaften im heimischen Asaba mit 57,37 m erneut die Silbermedaille, diesmal hinter ihrer Landsfrau Chioma Onyekwere.
2011 und 2014 wurde Okoro nigerianische Meisterin im Diskuswurf sowie 2011 auch im Kugelstoßen. Sie absolvierte ein Studium an der Bellarmine University in Louisville.

## Persönliche Bestleistungen
- Kugelstoßen: 17,39 m, 5. Mai 2012 in Tampa
  - Kugelstoßen (Halle): 16,03 m, 21. Februar 2010 in New York City
- Diskuswurf: 61,58 m, 2. April 2016 in Athens (Nigerianischer Rekord)